# Dalea hintonii
Dalea hintonii är en ärtväxtart som beskrevs av Noel Yvri Sandwith. Dalea hintonii ingår i släktet Dalea, och familjen ärtväxter.

## Underarter
Arten delas in i följande underarter:
- D. h. aldamana
- D. h. hintonii
- D. h. subbijuga